# Michael Price (scenárista)
Michael Price (* 22. října 1958) je americký scenárista a producent, známý především díky své práci na seriálu Simpsonovi, za kterou získal ceny Emmy a Cenu Sdružení amerických scenáristů. Price je scenáristou a spoluvýkonným producentem seriálu stanice ABC Teacher's Pet. Pracoval jako konzultant scénáře k Simpsonovým ve filmu a napsal film Star Wars: Padawanská hrozba. Pracuje ve společnosti Lucasfilm jako scenárista a producent seriálové franšízy Lego: Star Wars.
Mezi další televizní pořady, pro které psal scénáře, patří What About Joan?, The PJs, Teen Angel, Homeboys in Outer Space, The Newz a One Minute to Air. Price se podílel na scénáři a produkci seriálu R jako rodina Billa Burra pro společnost Netflix, seriál je animovaným sitcomem a čerpá z Burrova stand-upu.
Michael Price vyrostl v South Plainfieldu v New Jersey a navštěvoval Montclair State University, kde získal bakalářský titul v oboru divadelního umění, a Tulane University, kde získal titul Master of Fine Arts v oboru divadelní režie.

## Filmografie
| Rok        | Titul                                    | Role                                       | Poznámky           |
| ---------- | ---------------------------------------- | ------------------------------------------ | ------------------ |
| 1994       | The Newz                                 | scenárista                                 |                    |
| 1994–1995  | Veselé obludy                            | scenárista                                 | 5 epizod           |
| 1995       | Santo Bugito                             | scenárista                                 | 2 epizody          |
| 1996–1997  | Homeboys in Outer Space                  | scenárista                                 | 2 epizody          |
| 1997       | Teen Angel                               | scenárista                                 | 3 epizody          |
| 1998–1999  | Hercules                                 | editor příběhu, scenárista                 | 67 epizod          |
| 2000       | The PJs                                  | scenárista                                 | 2 epizody          |
| 2000       | Buzz Lightyear of Star Command           | scenárista                                 | díl Mira's Wedding |
| 2000       | Teacher's Pet                            | scenárista, spoluvýkonný producent         | 13 epizod          |
| 2002–dosud | Simpsonovi                               | scenárista, spoluvýkonný producent         | 266 epizod         |
| 2007       | Simpsonovi ve filmu                      | konzultant scénáře                         |                    |
| 2010       | Presidential Reunion                     | spoluautor                                 | video              |
| 2011       | Star Wars: Padawanská hrozba             | scenárista                                 | speciál            |
| 2012       | The Men's Room                           | scenárista                                 | TV film            |
| 2012       | Star Wars: Impérium útočí                | scenárista                                 | speciál            |
| 2013–2014  | Star Wars: Nové příběhy z Yodovy kroniky | scenárista, výkonný producent              | 7 epizod           |
| 2014       | Achmed Saves America                     | scenárista                                 |                    |
| 2015       | Lego Star Wars: Droid Tales              | scenárista, výkonný producent              | 3 epizody          |
| 2015–dosud | R jako rodina                            | spolutvůrce, scenárista, výkonný producent | 16 epizod          |

### DílySimpsonových
15. řada
- Návrat nezdárné matky
- Patnácté Vánoce u Simpsonů

16. řada
- Drahé pivínko

17. řada
- Pygmalion v sukni

18. řada
- Zpívá celá spodina
- Zmýlená neplatí

19. řada
- Pohřeb nepřítele
- E. Pluribus Wiggum

20. řada
- Jak vyzrát na test

21. řada
- Kult Montgomeryho Burnse

22. řada
- Hrátky s Montym

23. řada
- Konečně zmizte!
- Oni, roboti

24. řada
- Don Držgrešle
- Výročí ve vlaku

25. řada
- Rozhodčí je Homer

26. řada
- Velcí a hrdí
- Matleti ze Springfieldu

27. řada
- Kwik-E-Mart: Znovuzrození

28. řada
- Hotdogy mého mládí

29. řada
- Šášovy strachy

30. řada
- Láska není hračka

32. řada
- Sní pizzaboti o elektrických kytarách?

33. řada
- Není burger jako burger